# Landsat 7

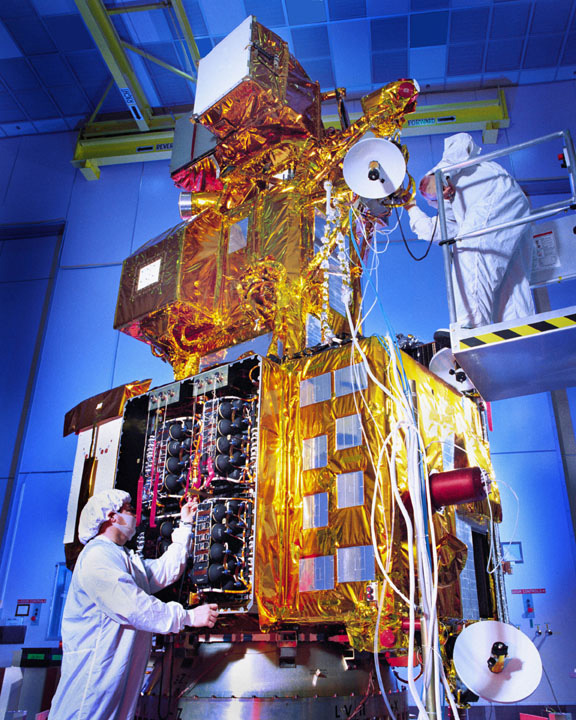
Landsat 7.

Landsat 7 és l'últim d'un grup de satèl·lits llançats pels Estats Units (vegeu  Programa Landsat). Va ser llançat el 15 d'abril de 1999. L'objectiu fonamental del Landsat 7 és d'actualitzar la base de dades d'imatges de tot el planeta. Encara que el programa Landsat és controlat per la NASA, les imatges rebudes pel Landsat 7 són processades per l'Agència Geològica dels Estats Units (USGS per les seves sigles en anglès).

## Especificacions del satèl·lit
Landsat 7 va ser dissenyat perquè la seva vida útil fos de 5 anys, i té la capacitat de recollir i transmetre fins a 532 imatges per dia. Es troba en una Òrbita heliosíncrona, la qual cosa significa que sempre passa a la mateixa hora per un determinat lloc. Té visió de tota la superfície terrestre en un temps de 15 dies, realitzant 232 òrbites. El pes del satèl·lit és de 1973 quilograms, mesura 4.04 metres de llarg, i 2.74 metres en diàmetre. A diferència dels seus antecessors, Landsat 7 posseeix una memòria sòlida de 378 gigabytes capaços d'emmagatzemar al voltant de 100 imatges. L'instrument essencial a bord del satèl·lit és l'Enhanced Thematic Mapper Plus (ETM+).